# HMS Neptune (20)
O HMS Neptune foi um cruzador rápido operado pela Marinha Real Britânica e a quarta embarcação da Classe Leander. Sua construção começou em setembro de 1931 no Estaleiro Real de Portsmouth e foi lançado ao mar no final de janeiro de 1933, sendo comissionado na frota britânica em meados de fevereiro do ano seguinte. Era armado com uma bateria principal composta por oito canhões de 152 milímetros montados em quatro torres de artilharia duplas, tinha um deslocamento carregado de mais de nove mil toneladas e alcançava uma velocidade máxima de 32 nós.
O Neptune teve um início de carreira tranquilo servindo na Frota Doméstica e na África. A Segunda Guerra Mundial começou em 1939 e o navio patrulhou o sul do Oceano Atlântico como parte da Força K, sendo enviado em meados de 1940 para o Mar Mediterrâneo e participando de várias operações, incluindo a Batalha da Calábria. Ele voltou para o Atlântico no final do ano para procurar corsários alemães, porém retornou novamente para o Mediterrâneo em novembro de 1941. O Neptune acabou afundando em 19 de dezembro de 1941 depois de bater em quatro minas navais.